# ديفيد مكينتوش
ديفيد مكينتوش (بالإسبانية: David McIntosh) (17 فبراير 1973 في فنزويلا - ) هو لاعب كرة قدم فنزويلي في مركز الدفاع. شارك مع منتخب فنزويلا لكرة القدم. أما مع النوادي، فقد لعب مع نادي كاراكاس وديبورتيفو لارا ونادي كارابوبو وديبورتيفو ميراندا وTrujillanos F.C. ‏ وZulia F.C. ‏ وMinervén S.C. ‏ وMetropolitanos F.C. ‏ وAragua F.C. ‏.

## وصلات خارجية
- ديفيد مكينتوش على موقع الاتحاد الدولي (مؤرشف)  (الإنجليزية)
- ديفيد مكينتوش على موقع قاعدة بيانات كرة القدم.إي يو (الإنجليزية)
- ديفيد مكينتوش على موقع ناشيونال فوتبول تيمز (الإنجليزية)
- ديفيد مكينتوش على موقع Soccerway.com (الإنجليزية)